# Taco Bell
Taco Bell (zusammengesetzt aus Taco und dem Namen des Gründers Bell) ist eine Systemgastronomie-Kette mit Firmensitz in Irvine (Vereinigte Staaten), deren Vertriebssystem auf Franchising beruht. Taco Bell ist der größte Vertreter von Tex-Mex-Fastfood. Das Unternehmen gehört wie KFC und Pizza Hut zu Yum! Brands.
Weltweit existieren rund 6100 Filialen, davon etwa 5800 in den Vereinigten Staaten. Weitere rund 280 Filialen befinden sich in Lateinamerika, Asien und Europa. Der Umsatz betrug 2005 etwa 1,8 Mrd. US-Dollar. Zu den Produkten zählen Tacos, Burritos und Quesadillas.

## Geschichte

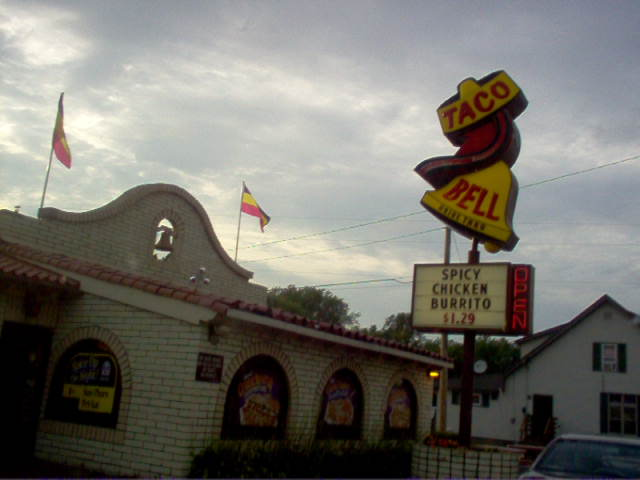
Ein Restaurant von Taco Bell mit altem Schild
(1980er und 1990er Jahre, USA)

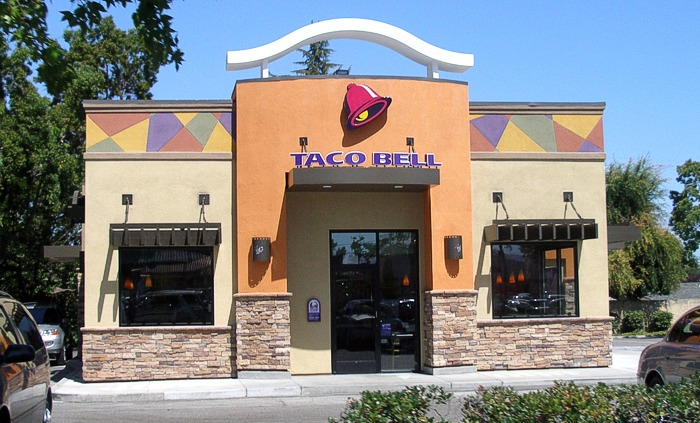
Eine Filiale in den Jahren 2000 bis 2013 (USA)

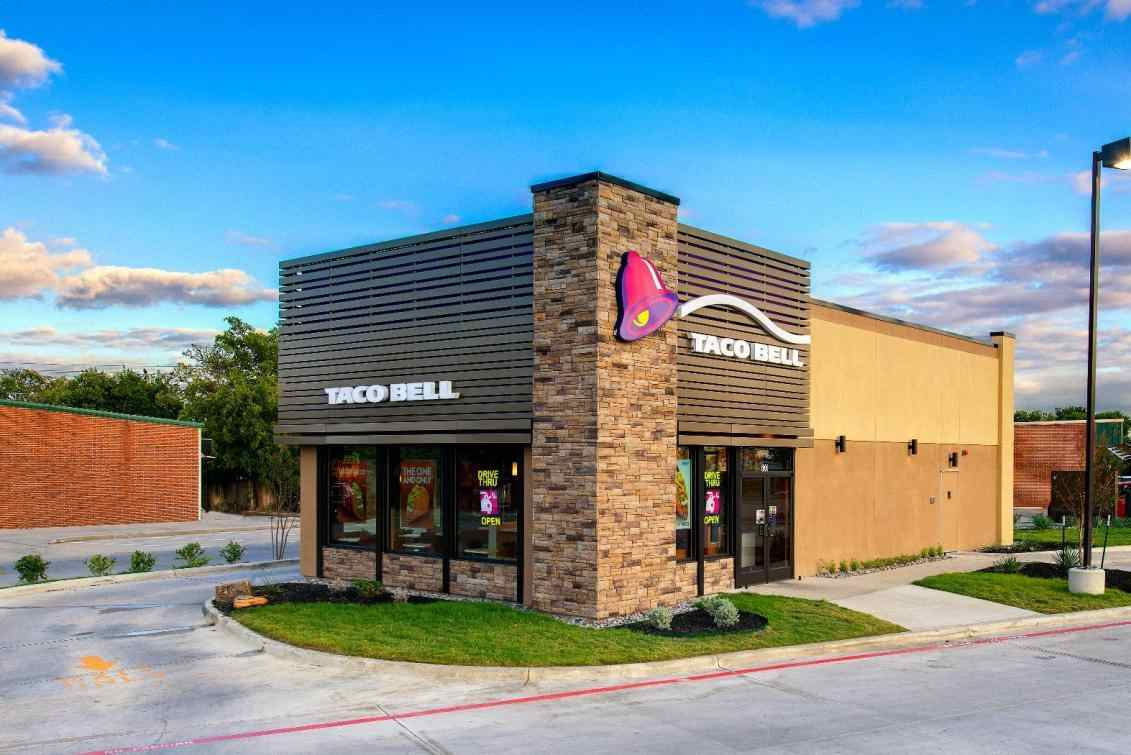
Taco Bell im aktuellen Design (USA)

Zwischen 1954 und 1955 eröffnete Glen Bell unter dem Namen „Taco Tia“ drei Fast-Food-Restaurants, die er später an seine Partner verkaufte. Anschließend eröffnete er am 21. März 1962 in Downey (Kalifornien) die erste Taco-Bell-Filiale.
1964 verkaufte Taco Bell die erste Franchiselizenz. 1978 wurde das Unternehmen an PepsiCo verkauft und 1997 mit den anderen bis dato zu PepsiCo gehörenden Fast-Food-Ketten KFC und Pizza Hut unter dem Namen Tricon Globe Restaurants ausgegliedert. 2002 wurde Tricon zu Yum! Brands.
2015 übernahm Greg Creed die Firmenleitung.

## Verbreitung in Europa
In Europa befinden sich Filialen in Bosnien und Herzegowina, Deutschland, Italien, Spanien, dem Vereinigten Königreich, den  Niederlanden, Finnland, Zypern, Island, Portugal und Rumänien.
Bosnien und Herzegowina
Am 17. Oktober 2024 eröffnete die erste Taco-Bell Filiale in der Hauptstadt Sarajevo.
Deutschland

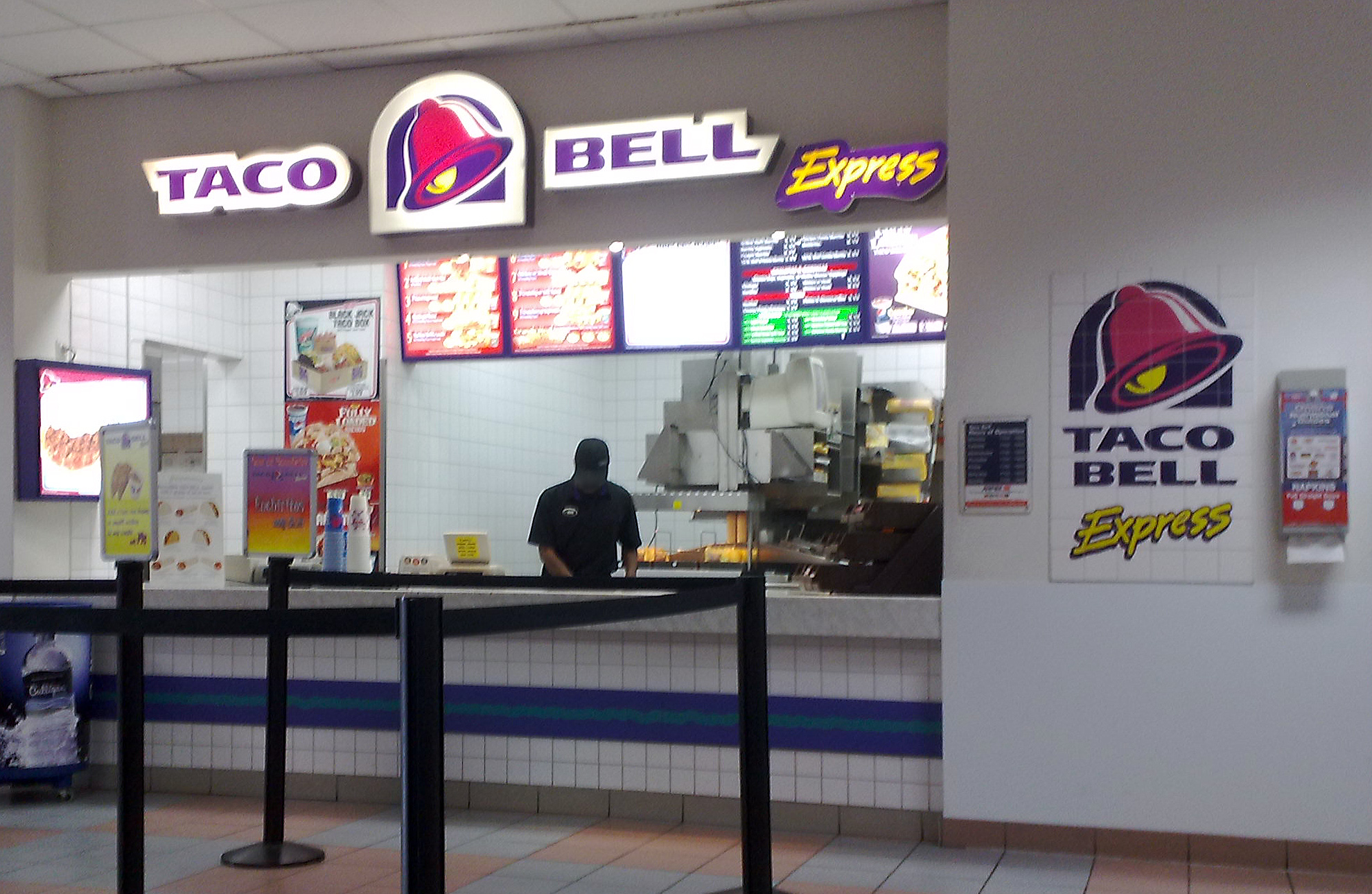
Taco Bell Express in Mannheim

In Deutschland befinden sich Taco-Bell-Filialen derzeit nur in US-Kasernen, zum Beispiel in der US-Garnison Wiesbaden, in Spangdahlem oder auf dem Stützpunkt Ramstein. 
Im Sommer 2024 sollten die ersten Filialen zunächst in Berlin eröffnen, anschließend in Frankfurt am Main und in den nächsten fünf Jahren weitere 100 bis 150 Filialen in Deutschland. Diese Pläne wurden Anfang Mai 2025 aufgegeben.
Finnland
In Finnland eröffneten in Zusammenarbeit mit der Restaurantkette Restel im Herbst 2017 die ersten drei Filialen im Raum Helsinki.
Island
Auf Island gibt es Filialen in Hafnarfjörður und Reykjavík.
Italien
Es gibt u. a. eine Filiale in Vicenza im Einkaufszentrum Army & Air Force Exchange Service in der US-Kaserne Caserma Ederle.
Niederlande

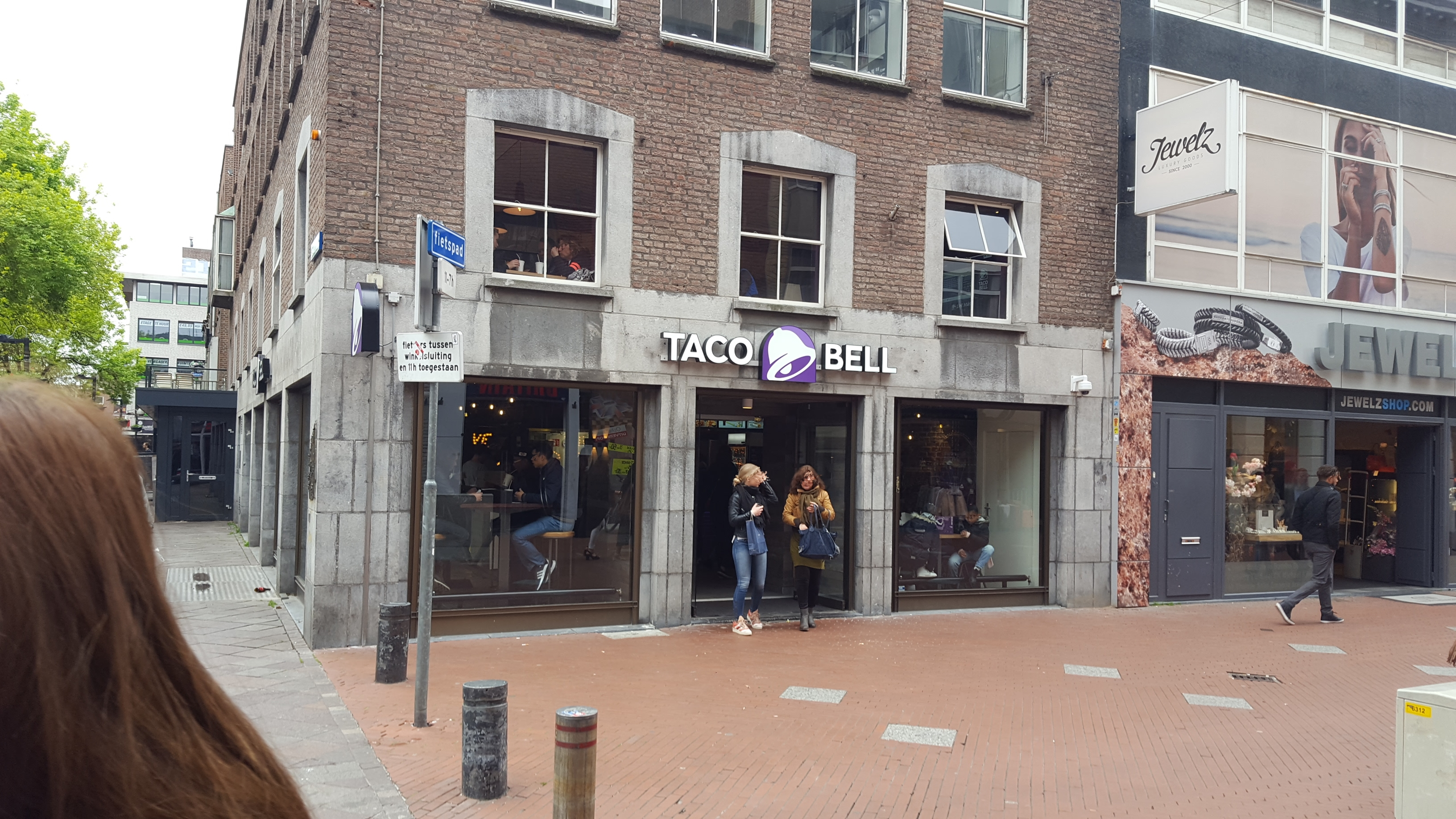
Taco Bell Eindhoven, NL Eindhoven

Im Jahr 2017 Jahr wurden die ersten Filialen in Eindhoven und Tilburg eröffnet. Weitere existieren in Breda, Arnheim, Rotterdam, Utrecht und Amersfoort.
Rumänien
Im Herbst 2017 hat Taco Bell auch in Rumänien Einzug gehalten. Bislang gibt es drei Restaurants in Bukarest (im Shoppingcenter Baneasa, in der Mega Mall und im ParkLake Shopping Center) sowie eines in Sibiu.
Schweiz
Wie Taco Bell (IS Holding Schweiz) im Mai 2024 mitteilte, werden demnächst auch Filialen in der Schweiz eröffnet.
Spanien
In Spanien eröffnete im Dezember 2009 das erste Restaurant im Islazul-Einkaufszentrum in Madrid. Heute gibt es außerdem Filialen in A Coruña, Alicante, Barcelona, Benidorm, Bilbao, Burgos, Cadiz, Gijón, Jerez de la Frontera, León, Los Barrios, Málaga, Murcia, Palma de Mallorca, Pamplona, Santiago de Compostela, Saragossa, Sevilla, Valencia und Vigo. Der Franchisenehmer in Spanien plant, bis zum Jahr 2020 sein Netz auf bis zu 50 Restaurants zu vergrößern.
Vereinigtes Königreich

Filiale in Thurrock, Essex, UK

Mit Stand April 2021 war Taco Bell im Vereinigten Königreich in über 40 Städten vertreten.
Zypern

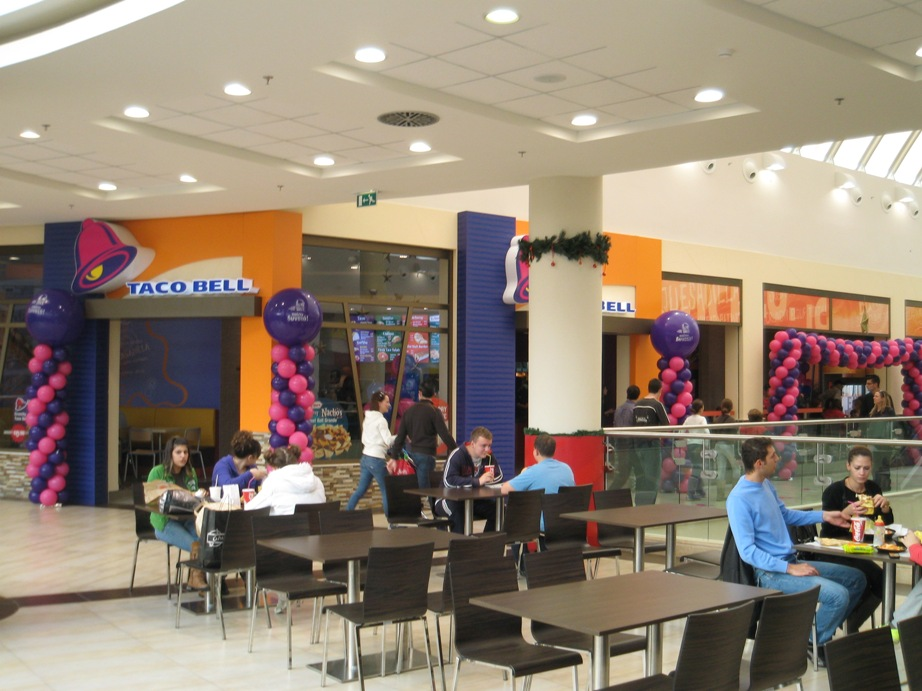
Taco Bell Zypern

Auf Zypern gibt es Restaurants in Nikosia, Limassol und Paphos.

## Sonstiges
- In der Serie Free for All gibt es die Fast-Food-Kette Taco Hell. Taco Hell ist ein in den USA aufgrund der viel kritisierten Arbeitsbedingungen verbreiteter Spitzname für Taco Bell.
- Laut deren Spanischlehrer ist Taco Bell die einzige Quelle für die Spanischkenntnisse von Beavis and Butthead, „… and Beavis can’t even get that right!“ (auf Deutsch: „… und Beavis kriegt nicht einmal das hin!“).[27]
- In dem Film Kung Pow wird mit dem Lied Taco Bell, Taco Bell, product placement with Taco Bell, das Master Tang in einer Szene vor sich her singt, die weitverbreitete Produktplatzierung in den Medien parodiert.
- 1995 sang die Rockband Primus in ihrem für den Grammy nominierten Song Wynona’s Big Brown Beaver über Taco Bells Seven Layer Burrito.[28] Fergie von den Black Eyed Peas bezieht sich in ihrem Song Glamorous ebenfalls auf Taco Bell. Außerdem erwähnt die Band Electric Six in ihrem Lied Danger-High Voltage die Kette. Tyler Joseph von Twenty One Pilots widmete mit der Taco Bell Saga einen ganzen Song der Fastfood-Kette.[29]
- Im englischsprachigen Original des Films Demolition Man ist Taco Bell die einzig überlebende Kette in den Franchise-Kriegen (in der deutschsprachigen Version Pizza Hut). Deswegen sind selbst die feinsten Restaurants zum Zeitpunkt der Ereignisse des Films Taco-Bell-Filialen.